# Bauhinia
Genre
Synonymes
- Barklya F. Muell.[1]
- Cardenasia Rusby[1]
- Caspareopsis Britton & Rose[1]
- Casparia Kunth[1]
- Gigasiphon Drake[1]
- Lysiphyllum (Benth.) de Wit[1]
- Pauletia Cav.[1]
- Phanera Lour.[1]
- Piliostigma Hochst.[1]
- Schnella Raddi[1]
- Tylosema (Schweinf.) Torre & Hillc.[1]

Bauhinia, ou Arbre à orchidées, est un genre des plantes à fleurs dicotylédones, de la famille des Caesalpiniaceae (ou des Fabaceae, sous-famille des Caesalpinioideae). Le genre tire son nom des frères Johan et Gaspard Bauhin, naturalistes franco-suisses du XVe siècle ; d'après la légende parce que la proximité des feuilles rappelle celle des deux frères.
La circonscription du genre est discutée.

## Principales espèces
- Bauhinia acuminata L.
- Bauhinia aureifolia K. & S.S.Larsen
- Bauhinia bassacensis Pierre ex Gagnep.
- Bauhinia bidentata Jack subsp. bicornuta (Miq.) K. & S.S.Larsen
- Bauhinia binata Blanco
- Bauhinia blakeana
- Bauhinia bracteata (Graham ex Benth.) Baker
- Bauhinia championi
- Bauhinia corymbosa
- Bauhinia curtisii Prain
- Bauhinia ferruginea Roxb.
- Bauhinia forficata
- Bauhinia galpinii
- Bauhinia glauca  (Wall. ex Benth.) Benth.
  - Bauhinia glauca subsp. glauca
  - Bauhinia glauca subsp. tenuiflora  (Watt ex C.B.Clarke) K. & S.S.Larsen
- Bauhinia harmsiana Hosseus
- Bauhinia hirsuta Weinm.
- Bauhinia integrifolia Roxb.
- Bauhinia involucellata Kurz
- Bauhinia lakhonensis Gagnep.
- Bauhinia malabarica Roxb.
- Bauhinia monandra Kurz
- Bauhinia nervosa (Wall. ex Benth.) Baker
- Bauhinia ornata Kurz
  - Bauhinia ornata var. burmanica  K. & S.S.Larsen
  - Bauhinia ornata var. kerrii (Gagnep. ) K. & S.S.Larsen
- Bauhinia penicilliloba Pierre ex Gagnep.
- Bauhinia purpurea
- Bauhinia pottsii G. Don
  - Bauhinia pottsii var. decipiens  (Craib) K. & S.S.Larsen
  - Bauhinia pottsii var. mollissima (Wall. ex Prain) K. & S.S.Larsen
  - Bauhinia pottsii var. pottsii
  - Bauhinia pottsii var. subsessilis (Craib) de Wit
  - Bauhinia pottsii var. velutina (Wall. ex Benth.) K. & S.S.Larsen
- Bauhinia pulla Craib.
- Bauhinia purpurea L.
- Bauhinia racemosa Lam.
- Bauhinia saccocalyx Pierre
- Bauhinia scandens L. var. horsfieldii (Miq.) K. & S.S.Larsen
- Bauhinia siamensis K. & S.S. Larsen
- Bauhinia similis Craib
- Bauhinia sirindhorniae K. & S.S.Larsen
- Bauhinia strychnifolia Craib
- Bauhinia strychnoidea Prain
- Bauhinia tomentosa L.
- Bauhinia vahlii
- Bauhinia variegata L.
- Bauhinia viridescens Desv.
  - Bauhinia viridescens var. hirsuta  K. & S.S.Larsen
  - Bauhinia viridescens  var. viridescens
- Bauhinia wallichii J.F.Macbr.
- Bauhinia winitii Craib
- Bauhinia yunnanensis Franch.